# Le Cher

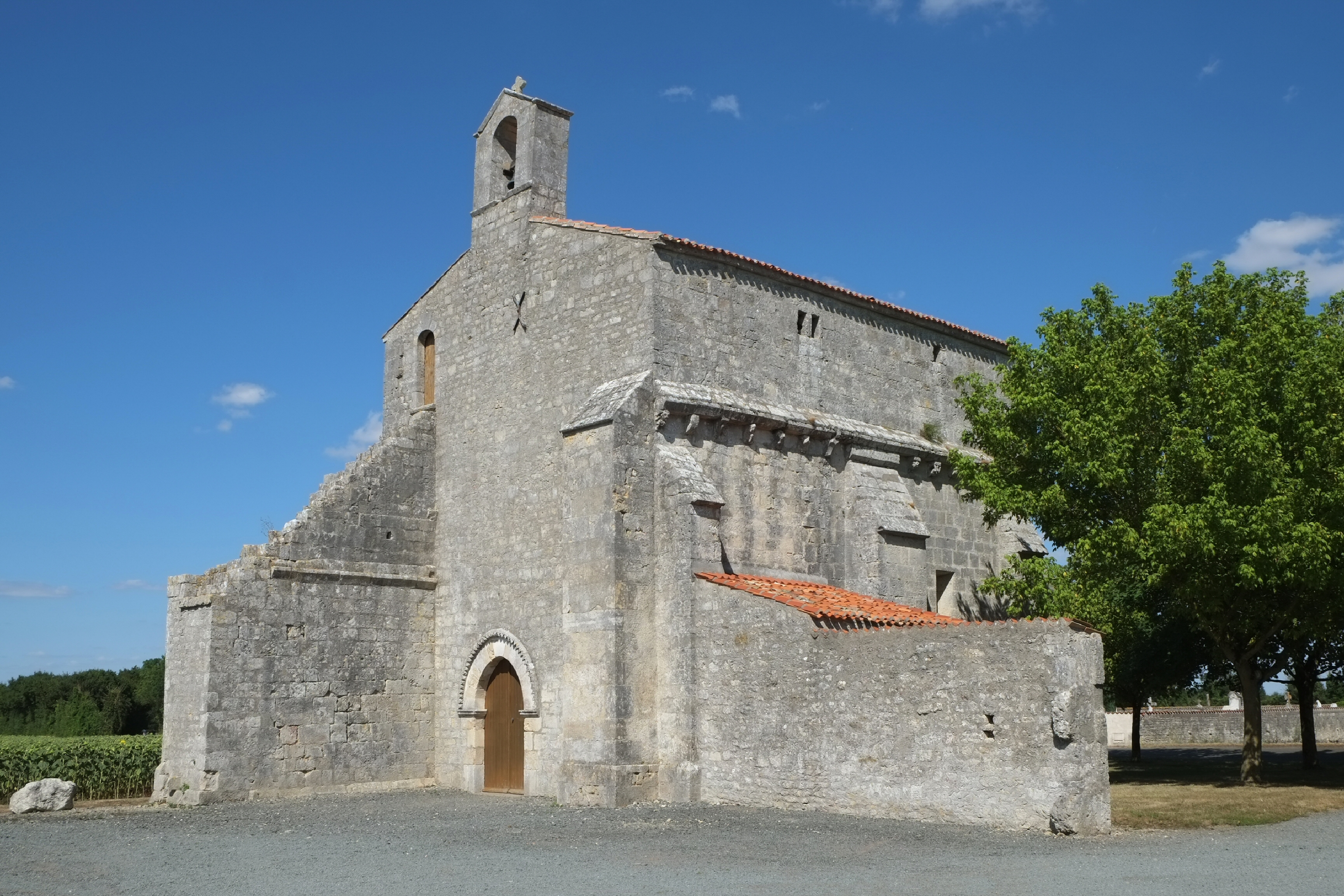
Kirche St-Jacques

Le Cher ist ein Ortsteil der französischen Gemeinde Chambon im Département Charente-Maritime in der Region Nouvelle-Aquitaine. Das Dorf liegt circa einen Kilometer südlich von Chambon. 

## Geschichte
Im Jahr 1827 wurde die ehemalige Gemeinde Le Cher zu Chambon eingemeindet.

## Bevölkerungsentwicklung
| Jahr                       | 1793 | 1800 | 1806 | 1821 |
| Einwohner                  | 187  | 212  | 209  | 231  |
| Quellen: Cassini und INSEE |      |      |      |      |

## Sehenswürdigkeiten
- Kirche St-Jacques aus dem 12. Jahrhundert, Monument historique

Siehe auch: Liste der Monuments historiques in Chambon (Charente-Maritime)